# Rue Calvin (Strasbourg)
Pour les articles homonymes, voir Rue Calvin.
Ne doit pas être confondu avec Rue Jean-Calvin.
La rue Calvin est une voie de Strasbourg située dans le quartier de la Krutenau. Située à proximité de l'église Saint-Guillaume, elle va de la rue Munch à la rue Saint-Guillaume, d'où elle se prolonge par la rue de l'Académie. Le côté sud est entièrement occupé par les bâtiments de l'ancienne manufacture des tabacs de Strasbourg.

## Histoire et origine du nom
Dans sa configuration actuelle, la rue est de création relativement récente.
Cependant la voie est attestée depuis le XVe siècle et a d'abord porté notamment les noms suivants : Henffengesselin (1427, 1507), Henffgesselin bi St. Claus in undis (1466). La référence au chanvre (Hanf ou Henf) est également présente dans la ruelle des Chanvriers (Hänfergässel), une autre voie du quartier de la Krutenau, où se trouve en outre une place Saint-Nicolas-aux-Ondes (d'où St. Claus in undis).

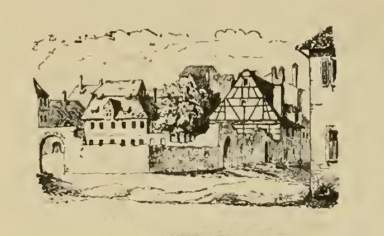
Hamengasse n° 57 (milieu du XIXe siècle).

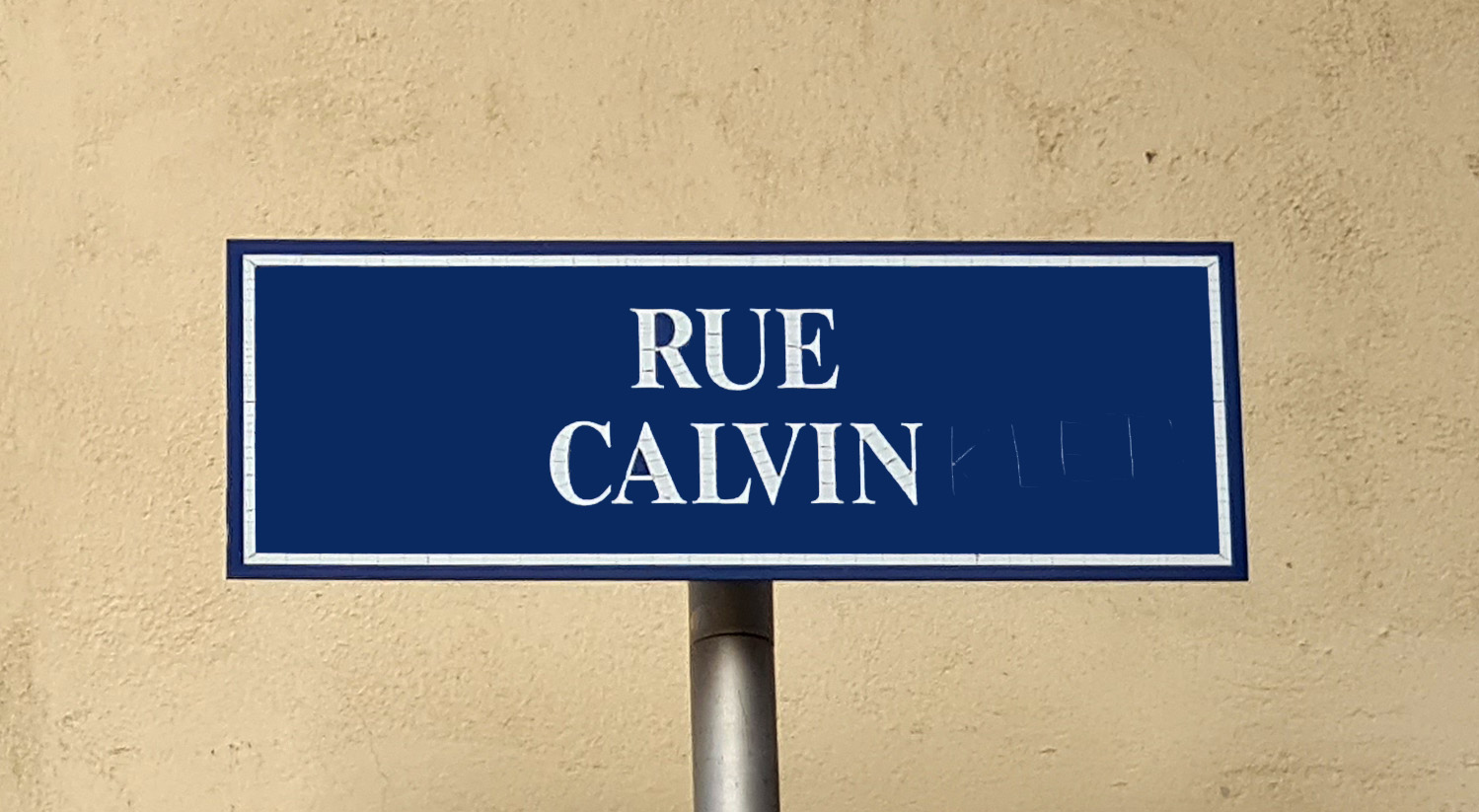
Plaque.

À partir du XVIe siècle apparaît le nom de Hamman, d'après Nicolas Hamman, archidiacre à l'église Saint-Guillaume en 1446 : Hammangesselin (1580, 1587). Cependant une corruption du patronyme transforme Hamman en Hamen (« filet de pêche »). On trouve alors : Hammegässel (1681),  Fischernetzgässel (1786), rue du Jambon dite Hammengässel (1789), — avec une interruption pendant la période révolutionnaire (« rue de la Vendange », 1794) —, rue dite de Hamm (1806), « rue des Filets » (1817), Hamengässchen (1872), Hamengasse (1882),.
Proche de l'église protestante Saint-Guillaume et de ses annexes, elle reçoit en 1919 le nom de « rue Calvin », en hommage au réformateur Jean Calvin. Au moment de l'occupation allemande, elle est renommée Hamangasse en 1940, puis Hamengasse en 1942, avant de retrouver sa dénomination française en 1945.

## Bâtiments remarquables
Tous les bâtiments de la rue Calvin datent du milieu du XIXe ou du début du XXe siècle.

### Ancienne manufacture

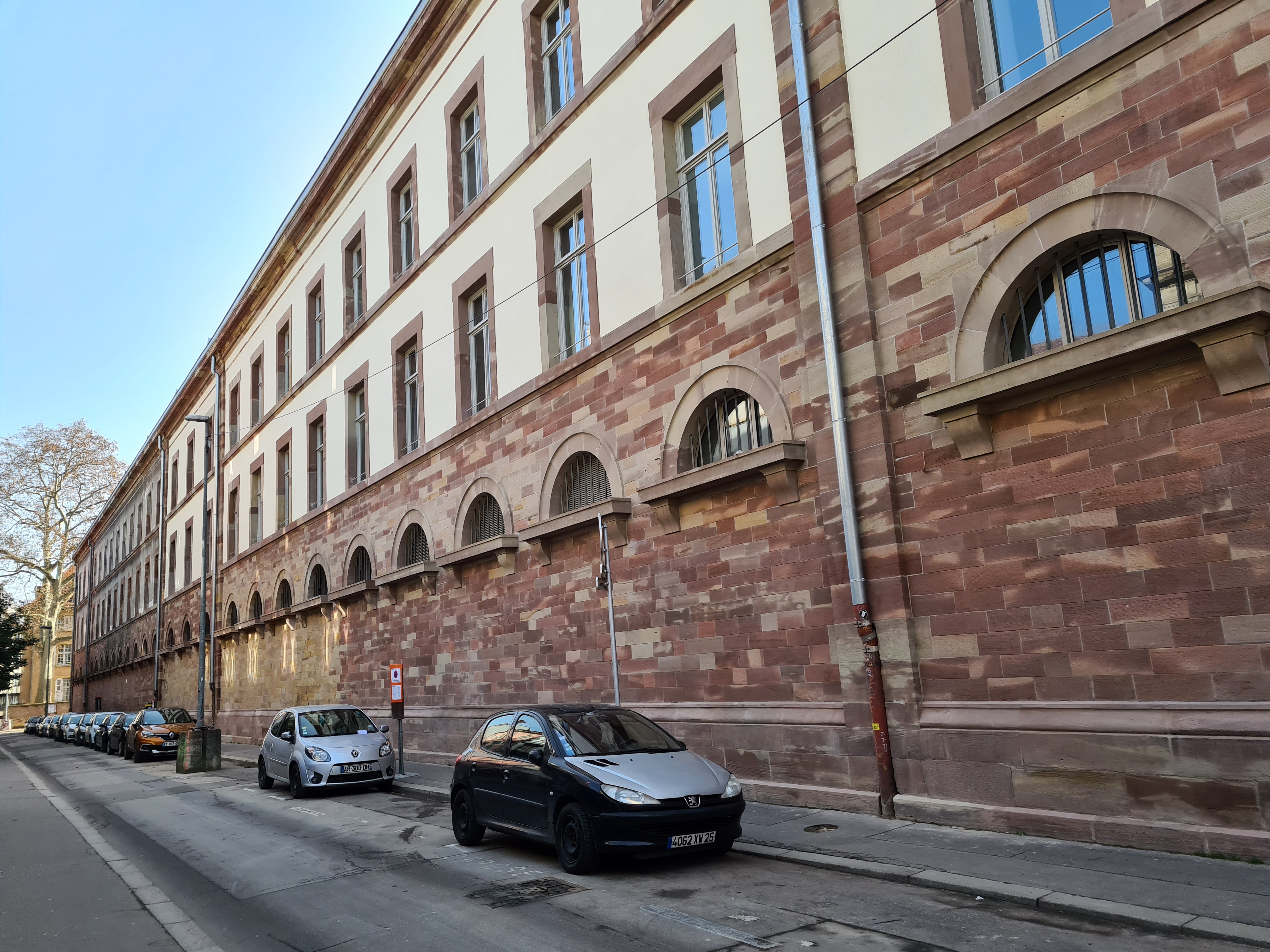
L'ancienne manufacture.

Le côté sud est occupé par l'ancienne manufacture des tabacs, construite entre 1849 et 1852. Elle a été gravement endommagée par le bombardement de septembre 1944. Les deux cheminées d'usine ont alors disparu et le bâtiment de la rue Calvin a fait l'objet d'une reconstruction à l'identique. 
La façade et les toitures sont inscrites aux monuments historiques depuis 2016.

Un vaste projet de transformation et de reconversion du site a été lancé en 2019.

### Immeubles du côté impair
Au nord, les immeubles ont tous été construits au début du XXe siècle, la plupart par Gustave Krafft (1861-1927) et Jules Berninger (1856-1926).

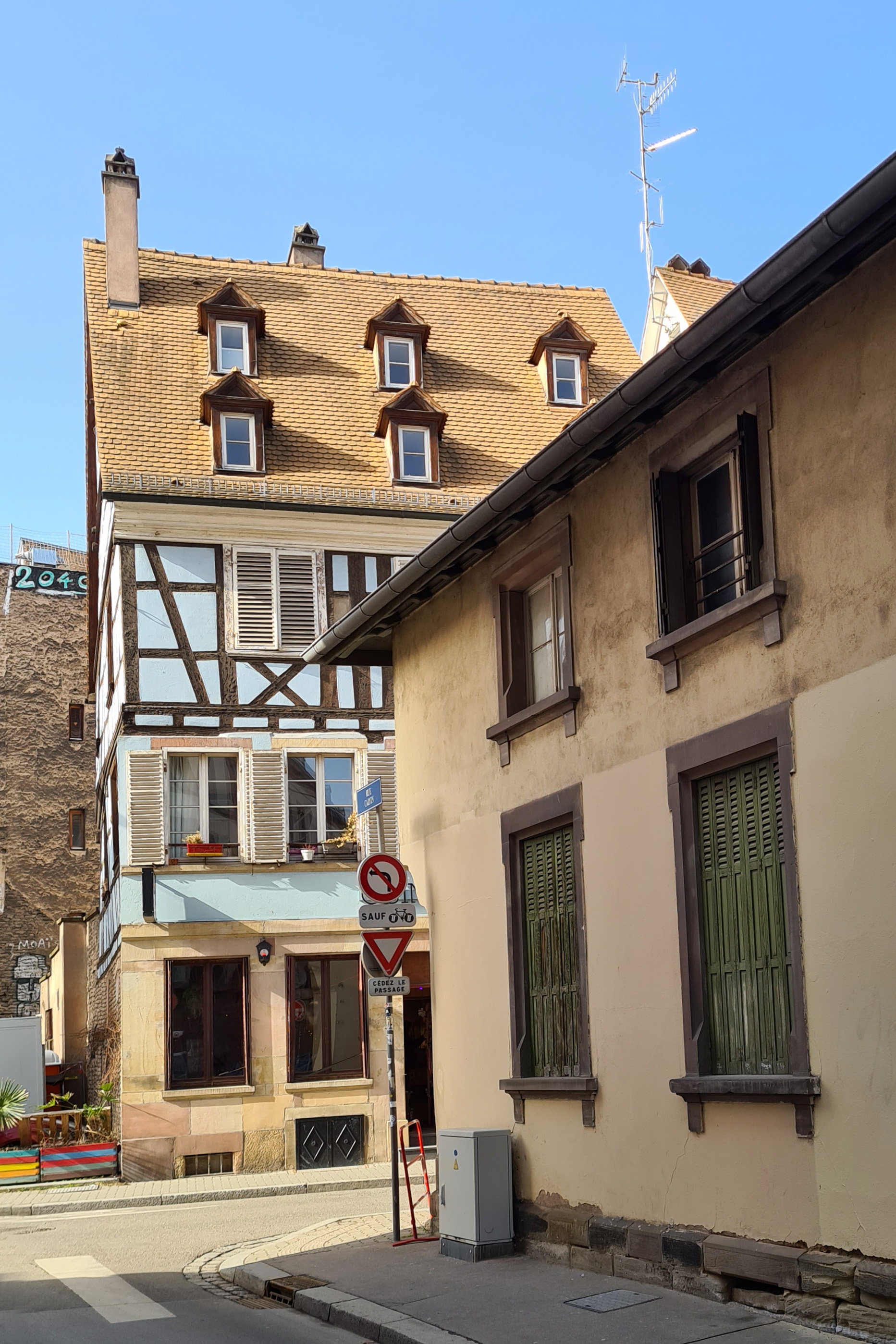
Angle avec la rue Munch.
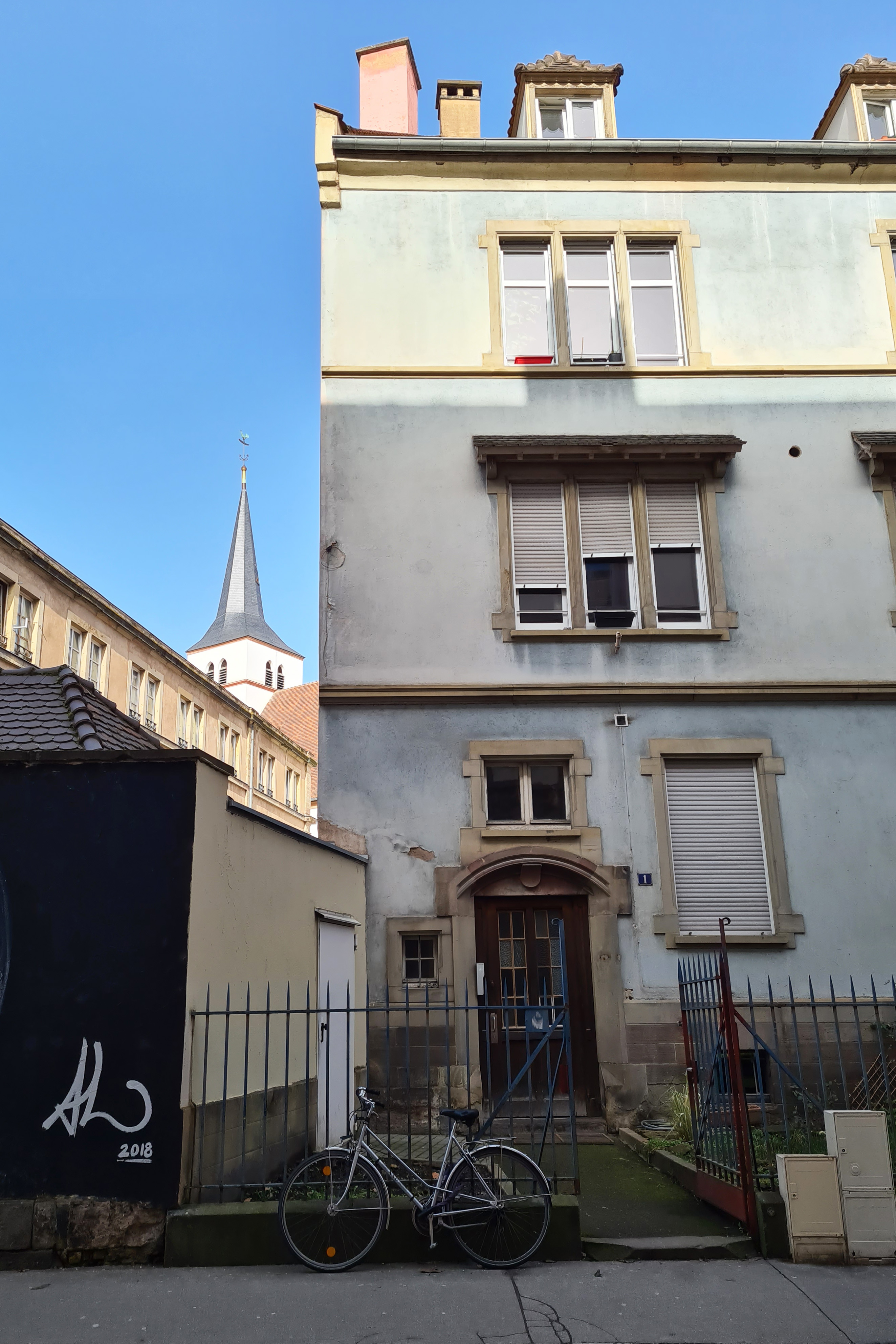
Façade du no 1.
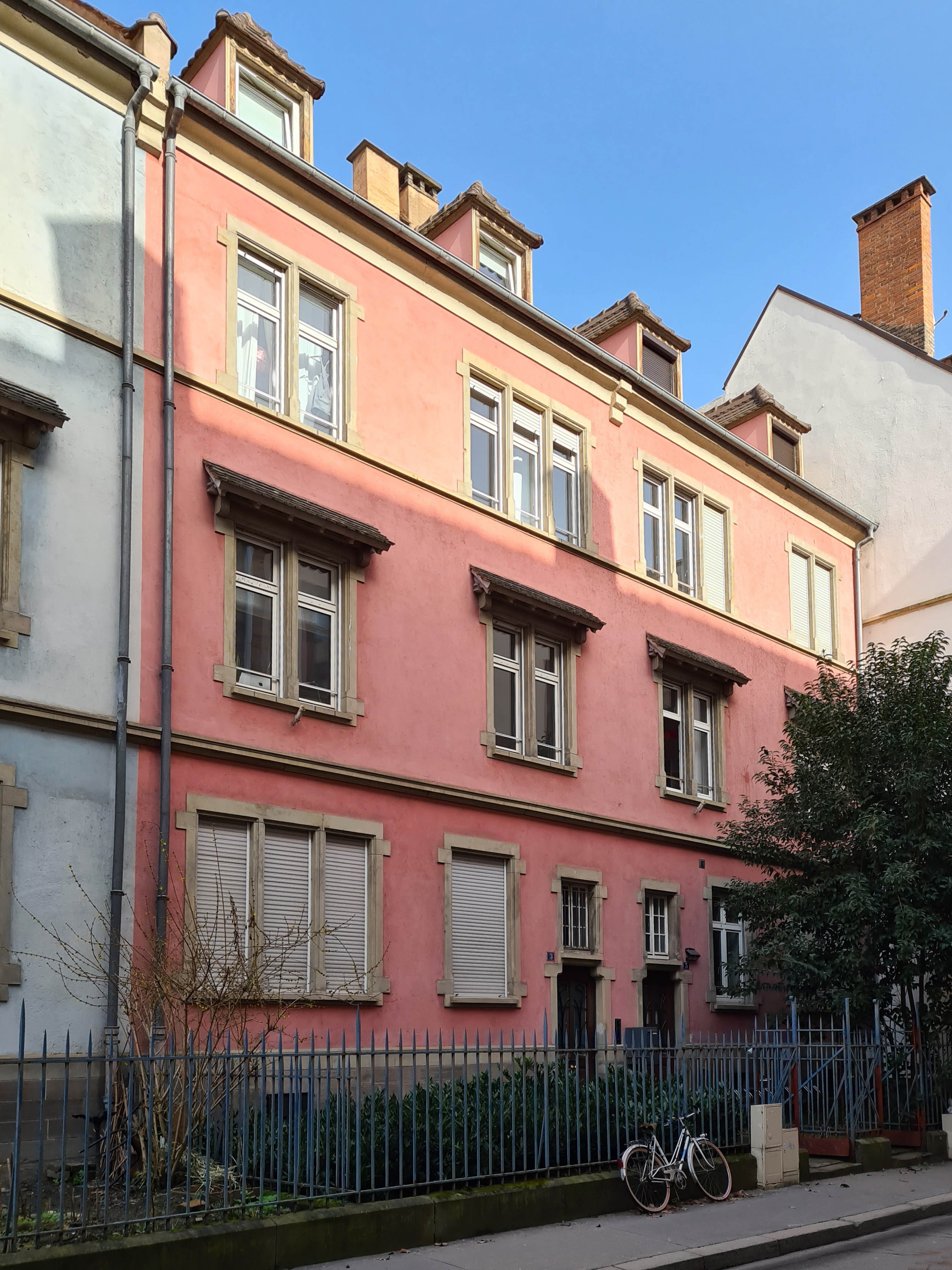
Façade du no 3.
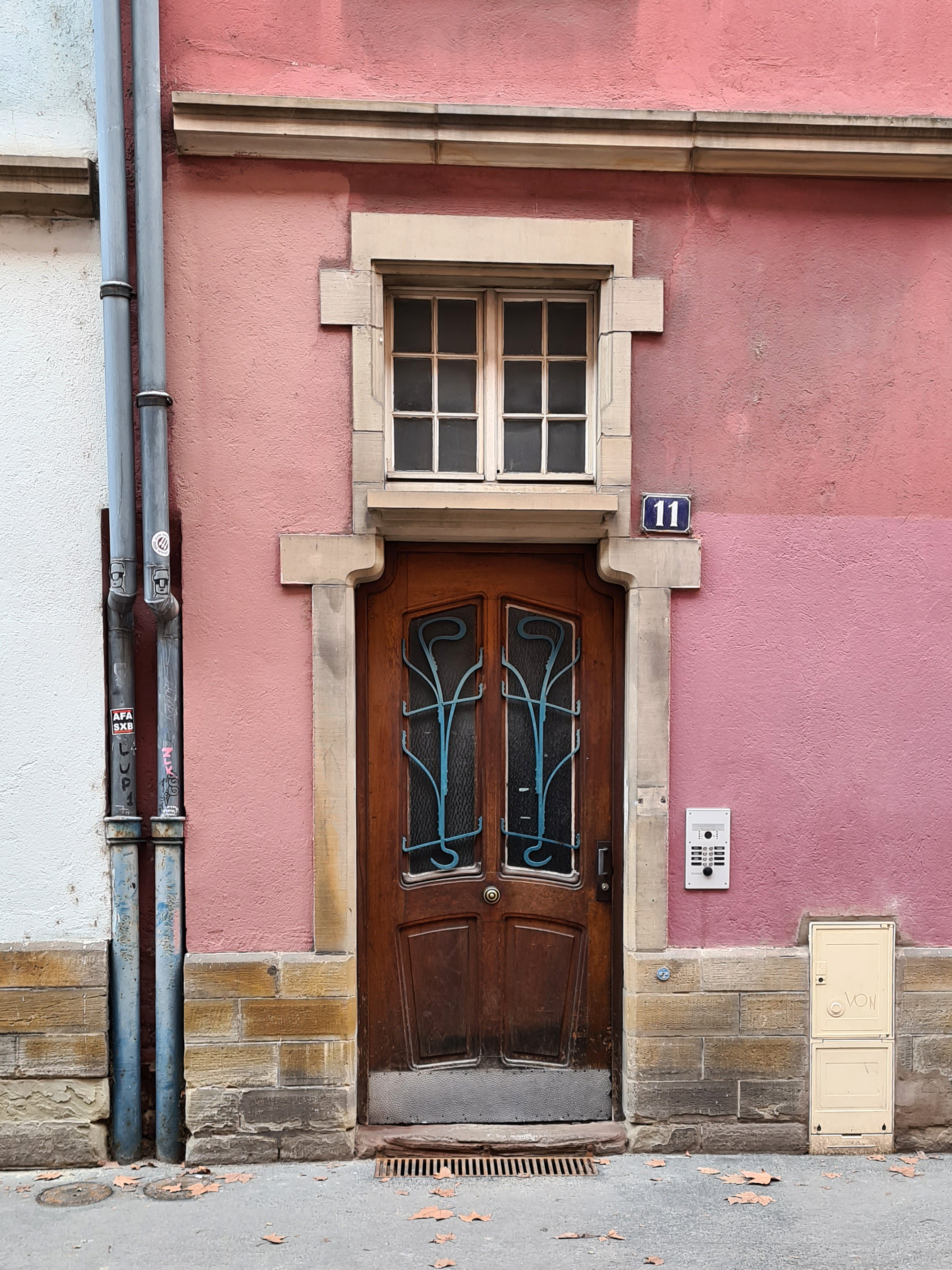
Porte du no 11.
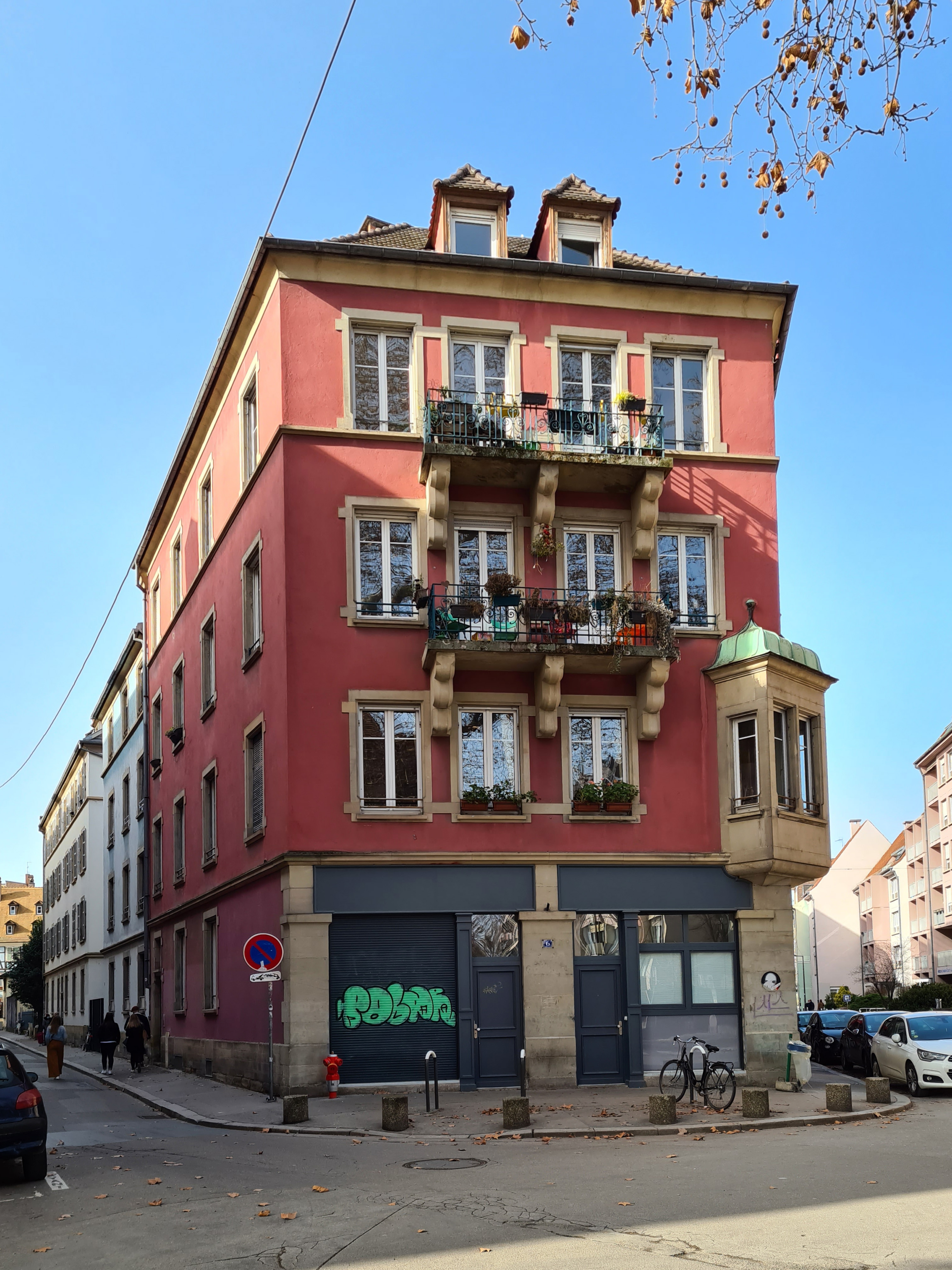
Angle avec la rue Saint-Guillaume.